# Aceituna Aloreña de Málaga

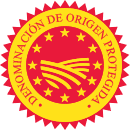
Logotipo de Denominación de Origen Protegida.

La Aceituna Aloreña de Málaga es una denominación de origen protegida para la aceituna de mesa de la variedad aloreña, procedente de un área delimitada de la provincia de Málaga (España), que se adapta a los requisitos establecidos en el pliego de condiciones establecido por su consejo regulador. La denominación de origen fue aprobada por Orden de 7 de abril de 2009 de la Consejería de Agricultura y Pesca de la Junta de Andalucía y publicada en el BOJA n.º 74 de 20 de abril de 2009.

## Definición del producto
Se trata de una aceituna de mesa aliñada obtenida del fruto del olivo de la variedad aloreña, sano, cogido en el estado de madurez adecuado antes del envero, partidas, endulzadas en salmuera mediante fermentación natural y aliñadas con tomillo, hinojo, ajo y pimiento u oleoresinas basadas en esos mismos productos naturales en una proporción que oscila entre el 1-3%. Este proceso se basa en costumbres ancestrales, transmitidas de padres a hijos a lo largo de los años.

## Tipos de aceituna
El proceso de transformación de la Aceituna Aloreña de Málaga puede dar lugar a tres productos diferenciables diferenciables según la forma y proceso evolutivo de la fermentación de las aceitunas. En este sentido distinguimos tres tipos en función de sus características organolépticas:

### Verde fresca
Son las aceitunas que después del partido pasan directamente a bombonas que se colocan en lugar fresco, donde podrán mantenerse mientras no se alteren las características organolépticas y físico-químicas propias de esta elaboración, o cámaras frigoríficas donde se conservan a una temperatura máxima de 15 °C, pudiendo permanecer en estas condiciones mientras no se alteren las características organolépticas y físico-químicas propias de esta forma de preparación. Deben transcurrir como mínimo 3 días desde que se parten las aceitunas y se colocan en salmuera hasta que son envasadas.
La aceitunas verdes frescas se caracterizan por presentar una coloración verde clara, con un olor a fruta verde y a hierba que sugieren su frescor y cercana recolección en el tiempo. Así mismo se nota la presencia de los aliños característicos de su elaboración. Tiene una textura firme y crujiente, presentan una buena separación de la carne con respecto al hueso, así como se manifiestan restos de la presencia de piel tras su masticación. Como sabores básicos mencionar que el amargor es la nota característica, así como en ocasiones se puede notar la presencia del salado según las características de su aderezo. Como sensaciones trigeminales la astringencia y el picor son los descriptores que aparecen.

### Tradicional
Son las aceitunas que tras el proceso de recepción, clasificación y partido son colocadas en bombonas que se depositan en locales sin climatización y donde permanecen un mínimo de 20 días antes de su envasado para el consumo. En estas condiciones podrán permanecer mientras no se alteren sus características organolépticas y físico-químicas propias de esta forma de preparación.
La aceituna aliñada según el estilo tradicional es una aceituna que presenta una coloración verde-amarillo pajizo, no presentando en esta ocasión un verde tan intenso como el de las verdes frescas. Su olor sugiere a la fruta fresca y a los aliños propios de su aderezo, no percibiéndose las notas a hierba fresca propias de las aceitunas verdes frescas. Por su textura se trata de una aceituna menos firme, pero que sigue manteniendo sus propiedades en cuanto a lo crujiente, buena separación de la carne con respecto al hueso y a la presencia de piel. De sabor ligeramente amargo es una aceituna menos astringente y de picor menos apreciable que las verdes frescas.

### Curada
Este tipo de aceitunas una vez recepcionadas y lavadas son colocadas sin partir en fermentadores donde sufren un proceso de curado mínimo de 90 días antes del envasado. Pudiendo permanecer en estas condiciones mientras no se alteren las características organolépticas propias de esta forma de preparación.
La aceituna curada se caracteriza por presentar una coloración amarilla-marrón, con un olor a fruta madura y a hierba fresca. Así mismo, se nota la presencia de los aliños y de notas lácticas, características de su elaboración y del proceso de fermentación. De textura menos firme y crujiente, presentan una buena separación de la carne (pulpa) con respecto al hueso, así como se manifiestan restos de la presencia de piel tras su masticación. De sabor ácido, pierde su amargor, resultando picantes tras su degustación.

## Categorías
Las aceitunas de la Denominación de Origen Protegida «Aceituna Aloreña de Málaga» serán necesariamente, aceitunas de calidad suprema o superior, según las características recogidas en la norma de
calidad de las aceitunas de mesa y las específicas de su pliego de condiciones:
- Aceitunas de calidad suprema: se incluyen dentro de éstas las aceitunas de categoría extra, que son las que poseen en grado máximo las características propias de la variedad, según la norma de calidad

vigente y con calibrado 140-200.
- Aceitunas calidad superior: se incluyen dentro de éstas las aceitunas de categoría primera, que según la norma de calidad de las aceitunas de mesa, son aquellas aceitunas de buena calidad dentro de las

de su variedad, con un grado de madurez adecuado y con calibrado 140-260.

## Zona de producción
La zona de producción se encuentra situada en el sureste de la provincia de Málaga y engloba a un total de 19 municipios: Alhaurín de la Torre, Alhaurín el Grande, Almogía, Álora, Alozaina, Ardales, El Burgo, Carratraca, Cártama, Casarabonela, Coín, Guaro, Málaga, Monda, Pizarra, Ronda, Tolox, Valle de Abdalajís y Yunquera, con una superficie total de 230.500 ha. 
La comarca está delimitada por un conjunto montañoso. Por el norte cierran las Sierras del Valle de Abdalajis, el Torcal y la de las Cabras, por el este se encuentran los Montes de Málaga, por el sur la rodean Sierra Blanca de Marbella y Alpujata de Mijas. Por el oeste los límites lo marcan la Sierra de las Nieves, Prieta, de Alcaparrín y de Aguas, quedando sólo abierta por la desembocadura del río que le da nombre y por la entrada de este en el valle. El Guadalhorce es el río más importante de la zona y es el eje en torno al que se organizan los regadíos más importantes de esta área.
Los municipios de Monda, El Burgo, Tolox y Yunquera se encuentran dentro del entorno del parque natural de Sierra las Nieves (y parque nacional de Sierra las Nieves), los cuales junto con Guaro, Casarabonela y Alozaina fueron también reconocidos como Reserva de la Biosfera en 1995 por la UNESCO. Por otro lado en los municipios de Álora y el Valle de Abdalajís se localiza el Paraje Natural del Desfiladero de los Gaitanes. Esto nos puede dar una idea del entorno natural y geográfico, en que se encuentran encuadradas las plantaciones de olivar y de la función medioambiental del mismo.